# 日本産業規格（一般機械）の一覧 (B 3000-3999)
日本産業規格（一般機械）の一覧（B 3000-3999）は、日本産業規格のB番号（一般機械）の内番号がB 3000-3999に該当するものの一覧である。
| 規格番号       | 名称 | 制定・改正・廃止                                                | 対応国際規格                                                             |
| -------------- | --- | --------------------------------------------------------------- | ------------------------------------------------------------------------ |
| JIS B 3000     | FA－用語 | 制定 1990/03/01 改正 1997/11/20                                 |                                                                          |
| JIS B 3102     | ねじ用限界ゲージの形状及び寸法 | 制定 1959/12/01 改正 1968/04/01 改正 1975/05/01 改正 2001/03/20 |                                                                          |
| JIS B 3301     | テーパゲージ－モールステーパ及びメトリックテーパ | 制定 1950/07/22 改正 1960/11/01 改正 1989/09/01 改正 2008/03/20 |                                                                          |
| JIS B 3401     | CAD用語 | 制定 1989/03/01 改正 1993/12/01                                 |                                                                          |
| JIS B 3402     | CAD機械製図 | 制定 1989/03/01 改正 1993/12/01 改正 2000/12/20                 |                                                                          |
| JIS B 3410     | プロッタ用語 | 制定 1990/03/01 改正 1996/03/01                                 | ISO 9179-1 1988                                                          |
| JIS B 3411     | プロッタの試験方法 第1部 電子機械式プロッタ | 制定 1992/05/01 廃止 1998/07/20                                 |                                                                          |
| JIS B 3411-1   | プロッタの試験方法－第1部：ベクタプロッタ | 制定 1998/07/20                                                 | ISO 9959-1 1992                                                          |
| JIS B 3411-2   | プロッタの試験方法－第2部：モノクローム・ラスタ・プロッタ                                                                                                 | 制定 2002/01/20                                                 | ISO 9959-2 1999                                                          |
| JIS B 3412     | プロッタ－仕様項目 | 制定 1992/02/01 改正 1996/12/20 改正 2002/01/20                 |                                                                          |
| JIS B 3420     | ディジタイザ－仕様項目 | 制定 1993/03/01 廃止 2005/04/20                                 |                                                                          |
| JIS B 3500     | プログラマブルコントローラ用語 | 制定 1990/12/01                                                 |                                                                          |
| JIS B 3501     | プログラマブルコントローラ－一般情報 | 制定 1993/07/01 改正 1997/11/20 改正 2004/06/20                 | IEC 61131-1 2003                                                         |
| JIS B 3502     | プログラマブルコントローラ－装置への要求事項及び試験 | 制定 1993/07/01 改正 1997/11/20 改正 2004/06/20                 | IEC 61131-2 2003                                                         |
| JIS B 3503     | プログラマブルコントローラープログラム言語 | 制定 1997/01/20                                                 | IEC 61131-3 1993                                                         |
| JIS B 3511     | プログラマブルコントローラ－フィールドネットワーク標準(レベル1)                                                                                           | 制定 1999/12/20 改正 2007/09/20                                 |                                                                          |
| JIS B 3512     | プログラマブルコントローラ－フィールドネットワーク標準の試験及び検証方法(レベル1)                                                                         | 制定 1999/12/20 改正 2007/09/20                                 |                                                                          |
| JIS B 3521     | FAコントロールネットワーク標準－プロトコル仕様 | 制定 2004/02/20                                                 |                                                                          |
| JIS B 3551     | プログラマブル表示器―用語 | 制定 1998/07/20                                                 |                                                                          |
| JIS B 3600     | 工業自動化システム－製造メッセージ仕様－サービス定義 | 制定 1993/12/01 改正 2004/02/20                                 | ISO 9506-1 2000                                                          |
| JIS B 3601     | 工業自動化システム－製造メッセージ仕様－プロトコル仕様 | 制定 1993/12/01 改正 2004/02/20                                 | ISO 9506-2 2000                                                          |
| JIS B 3602     | 工業自動化システム―製造メッセージ仕様―ロボット附帯規格 | 制定 1995/04/01 廃止 1999/11/20                                 |                                                                          |
| JIS B 3651     | 産業オートメーションシステム及びその統合－製造自動化プログラミング環境 (MAPLE)                                                                            | ISO 13281 1997                                                  |                                                                          |
| JIS B 3652     | 産業オートメーションシステム及びその統合－製造自動化プログラミング環境 (MAPLE)                                                                            | ISO 13281-2 2000                                                |                                                                          |
| JIS B 3700-1   | 産業オートメーションシステム及びその統合―製品データの表現及び交換―第1部：概要及び基本原理                                                                 | 制定 1996/03/01                                                 | ISO 10303-1 1994 ISO 10303-101 1994 ISO 10303-105 1996 ISO 10303-11 1994 |
| JIS B 3700-101 | 産業オートメーションシステム及びその統合－製品データの表現及び交換－第101部：統合アプリケーションリソース：製図                                           | 制定 1996/12/20 改正 2002/01/20                                 | ISO 10303-101 1994                                                       |
| JIS B 3700-105 | 産業オートメーションシステム及びその統合－製品データの表現及び交換－第105部：統合アプリケーションリソース：機構の運動学                                   | 制定 1998/10/20                                                 | ISO 10303-105 1996                                                       |
| JIS B 3700-11  | 産業オートメーションシステム及びその統合－製品データの表現及び交換－第11部：記述法：EXPRESS言語                                                           | 制定 1996/12/20 改正 2002/01/20                                 | ISO 10303-11 1994                                                        |
| JIS B 3700-201 | 産業オートメーションシステム及びその統合―製品データの表現及び交換―第201部：アプリケーションプロトコル：図面表示のための製図                               | 制定 1997/11/20                                                 | ISO 10303-201 1994                                                       |
| JIS B 3700-202 | 産業オートメーションシステム及びその統合－製品データの表現及び交換－第202部：アプリケーションプロトコル：製品形状と関連した製図                           | 制定 1998/10/20                                                 | ISO 10303-202 1996                                                       |
| JIS B 3700-203 | 産業オートメーションシステム及びその統合－製品データの表現及び交換－第203部：アプリケーションプロトコル：形態管理された設計                               | 制定 1997/11/20 改正 2002/01/20                                 | ISO 10303-203 1994                                                       |
| JIS B 3700-21  | 産業オートメーションシステム及びその統合－製品データの表現及び交換－第21部：実装法：交換構造のクリアテキスト符号化                                        | 制定 1996/12/20                                                 | ISO 10303-21 1994 ISO 10303-214 2001                                     |
| JIS B 3700-214 | 産業オートメーションシステム及びその統合－製品データの表現及び交換－第214部：アプリケーションプロトコル：自動車用機械部品の開発プロセスのためのコアデータ | 制定 2003/02/20                                                 | ISO 10303-214 2001                                                       |
| JIS B 3700-22  | 産業オートメーションシステム及びその統合―製品データの表現及び交換―第22部：実装法：標準データアクセスインタフェース                                        | 制定 2000/12/20                                                 | ISO 10303-22 1998 ISO 10303-224 2001 ISO 10303-225 1999                  |
| JIS B 3700-224 | 産業オートメーションシステム及びその統合－製品データの表現及び交換－第224部：アプリケーションプロトコル：加工形状特徴を用いた工程設計のための機械製品定義 | 制定 2003/02/20                                                 | ISO 10303-224 2001                                                       |
| JIS B 3700-225 | 産業オートメーションシステム及びその統合－製品データの表現及び交換－第225部：アプリケーションプロトコル：建物要素の明示的形状表現                         | 制定 2003/02/20                                                 | ISO 10303-225 1999                                                       |
| JIS B 3700-31  | 産業オートメーションシステム及びその統合－製品データの表現及び交換－第31部：適合性試験の方法及び枠組み：一般概念                                          | 制定 1996/12/20                                                 | ISO 10303-31 1994                                                        |
| JIS B 3700-32  | 産業オートメーションシステム及びその統合―製品データの表現及び交換―第32部：適合性試験の方法及び枠組み：試験機関及び依頼者の要件                            | 制定 2000/12/20                                                 | ISO 10303-32 1998                                                        |
| JIS B 3700-34  | 産業オートメーションシステム及びその統合－製品データの表現及び交換－第34部：適合性試験の方法及び枠組み：アプリケーションプロトコル実装のための抽象試験法  | 制定 2003/02/20                                                 | ISO 10303-34 2001                                                        |
| JIS B 3700-41  | 産業オートメーションシステム及びその統合－製品データの表現及び交換－第41部：統合総称リソース：製品記述の基本要素                                          | 制定 1996/12/20 改正 2002/01/20                                 | ISO 10303-41 1994                                                        |
| JIS B 3700-42  | 産業オートメーションシステム及びその統合-製品データの表現及び交換-第42部：統合総称リソース：幾何及び位相の表現                                            | 制定 1996/12/20 改正 2002/01/20 改正 2005/11/21                 | ISO 10303-42:1994/Cor.3:2001 2001                                        |
| JIS B 3700-43  | 産業オートメーションシステム及びその統合－製品データの表現及び交換－第43部：統合総称リソース：表現構造                                                    | 制定 1996/12/20 改正 2002/01/20                                 | ISO 10303-43 1994                                                        |
| JIS B 3700-44  | 産業オートメーションシステム及びその統合－製品データの表現及び交換－第44部：統合総称リソース：製品構造形態                                                | 制定 1997/11/20 改正 2002/01/20                                 | ISO 10303-44 1994                                                        |
| JIS B 3700-45  | 産業オートメーションシステム及びその統合－製品データの表現及び交換－第45部：統合総称リソース：材料                                                        | 制定 1999/12/20                                                 | ISO 10303-45 1998                                                        |
| JIS B 3700-46  | 産業オートメーションシステム及びその統合－製品データの表現及び交換－第46部：統合総称リソース：可視表示                                                    | 制定 1997/11/20 改正 2002/01/20                                 | ISO 10303-46 1994                                                        |
| JIS B 3700-47  | 産業オートメーションシステム及びその統合－製品データの表現及び交換－第47部：統合総称リソース：形状に関する公差                                            | 制定 1999/12/20                                                 | ISO 10303-47 1997                                                        |
| JIS B 3700-49  | 産業オートメーションシステム及びその統合－製品データの表現及び交換－第49部：統合総称リソース：工程の構造及び特性                                          | 制定 1999/12/20                                                 | ISO 10303-49 1998                                                        |
| JIS B 3800-1   | 産業オートメーションシステム及びその統合 ― パーツライブラリ ―第1部 ：                                                                                     |                                                                 | ISO 13584-1 2001                                                         |
| JIS B 3800-42  | 産業オートメーションシステム及びその統合－パーツライブラリ－第42部：記述方法論：部品ファミリの構造化方法                                                  | 制定 2005/12/20                                                 | ISO 13584-42 1998                                                        |
| JIS B 3900-1   | 産業オートメーションシステム及びその統合－製造用ソフトウェア相互運用のためのケイパビリティプロファイリング－第1部：枠組み                                 | 制定 2007/03/20                                                 | ISO 16100-1 2002                                                         |
| JIS B 3900-2   | 産業オートメーションシステム及びその統合－製造用ソフトウェア相互運用のためのケイパビリティプロファイリング－第2部：プロファイリングの手法                 | 制定 2008/03/20                                                 | ISO 16100-2 2003                                                         |